# Bandera de les Illes Pitcairn
La bandera de les Illes Pitcairn, un territori britànic d'ultramar, va ser adoptada el 2 d'abril de 1984.
Aquesta bandera és una ensenya blava britànica, en la qual figura la Union Jack a la cantonada i incorpora l'escut de l'arxipèlag en la part més allunyada del masteler.
L'ensenya blava és la bandera utilitzada amb més freqüència per les dependències britàniques i algunes institucions britàniques de caràcter governamental. Alguns països que són antigues colònies del Regne Unit, com Austràlia o Nova Zelanda, utilitzen el disseny de l'ensenya blava en les seves banderes nacionals.
En l'escut figura un ancora que representa al navili Bounty que va sofrir un motí en 1789. Els participants van buscar refugi a l'illa Pitcairn, l'única illa habitada de l'arxipèlag. Molts habitants actuals són descendents seus.